# S彼氏上々
S彼氏上々（えすかれしじょうじょう）とは、ももしろによって書かれたケータイ小説である。魔法のiらんどで公開され、書籍化された（全12巻）。兄崎ゆなによって、漫画化されている（全7巻）。
魔法のiらんどゲームで「S彼氏上々〜王子の誘惑〜」「S彼氏上々〜絡まる恋の糸〜」等の全4度、携帯電話ゲーム化された。

## あらすじ
憧れの乙女川学園高等学校に、晴れて合格した村岡千亜稀は、入学初日に行われたくじびきで当たりくじを引いたことがきっかけで、理事長の孫にして「学園の王子様」と評判の美少年・佐伯原克穂と寮の同室で暮らすことになってしまう。しかし、実は克穂は、端正な容姿と「王子様」という評判とは裏腹に、その本性はドSだったのだ！

## 登場人物
声は携帯電話ゲームのキャスト
村岡 千亜稀（むらおか ちあき）
声：加藤英美里
本作の主人公。高校1年生。血液型：O型。入学初日に行われたくじびきで、克穂と同室になる権利を引き当てた、ごく普通の少女。純情で単純な性格故に、からかわれやすいタイプだが、芯は強い。食欲旺盛。幼稚園から中学校まで、女子校に通っていた為、克穂と出会うまで男性との交際経験はなかった。当初は、傲慢な克穂を嫌っていたが、次第に気になり始める。
佐伯原 克穂（さえきはら かつほ）
声：平川大輔
理事長の孫。通称：王子。高校1年生。誕生日：6月17日、血液型：AB型。眉目秀麗、成績優秀、品行方正、表向きは紳士的で優しい為、女子生徒を中心に学園での人気は高いが、実際はドSで傲慢かつ強引な性格。ルームメイトの千亜稀を弄り倒して楽しんでいるが、実際は彼女に特別な想いがある模様。健康的な食べ物を好み、ホワイトチョコが嫌い。
山神 充（やまがみ みつる）
声：立花慎之介
帰国子女で褐色の肌と濃いめの顔立ちが特徴的な美少年。高校1年生。誕生日：11月2日、血液型：B型。学園で、克穂と双璧を成す程の人気を持つ。女性の扱いに慣れている模様。
上鶴 麻弥矢（かみつる まみや）　
声：佐藤聡美
克穂の取り巻きの1人。高校1年生。誕生日：12月9日、血液型：A型。金髪の縦ロールと大きな瞳が特徴的な美少女。愛称：お○夫人、マミヤ。後に千亜稀の親友となる。お嬢様の様な口調で話す。実は、充のことが好き。
佐伯原 咲人（さえきはら さきと）
声：高岡香
克穂の弟。中学2年生。血液型：AB型。可愛らしい容姿とは裏腹に、小生意気な性格。
麻生 新地（あそう しんち）
声：織田優成
千亜稀のクラスメイトで、席は彼女の隣。誕生日：7月19日。サッカー部所属。常に仏頂面。妹がいる。
田嶋川 蜜歩（たじまかわ みつほ）
声：高岡香
ドイツからの帰国子女で、千亜稀のクラスの転校生。高校1年生。顔は千亜稀と瓜二つ。思ったことは、はっきりと言うタイプ。克穂とは、幼馴染だが、年に1、2回会うくらいの仲。克穂と千亜稀の仲を応援する。

## 用語
乙女川学園高等学校（おとめがわがくえんこうとうがっこう）
千亜稀と克穂が通う私立校。通称：パラダイス。全寮制。お金持ちの生徒が数多く通っており、中学生からは憧れの学校とされる。理事長は、克穂の祖母。

## 書籍情報
本編
全て、ももしろ著、魔法のiらんど文庫刊。
- S彼氏上々（全3巻）

1. 2007年11月24日発売[1]、ISBN 978-4-04-886008-6
2. 2007年12月25日発売[2]、ISBN 978-4-04-886011-6
3. 2008年1月25日発売[3]ISBN 978-4-04-886018-5

- S彼氏上々 Second（全3巻）

1. 2008年10月25日発売[4]、ISBN 978-4-04-867338-9
2. 2008年11月25日発売[5]、ISBN 978-4-04-867402-7
3. 2008年12月25日発売[6]、ISBN 978-4-04-867455-3

- S彼氏上々 FINAL（全3巻）

1. 2009年6月25日発売[7]、ISBN 978-4-04-867835-3
2. 2009年7月25日発売[8]、ISBN 978-4-04-867916-9
3. 2009年8月25日発売[9]、ISBN 978-4-04-867948-0

短編集
- S彼氏上々 LOVE Summer　2010年2月25日発売[10]、ISBN 978-4-04-868343-2
- S彼氏上々 LOVE Campus　2010年3月25日発売[11]、ISBN 978-4-04-868443-9
- S彼氏上々 LOVE Song　2010年4月25日発売[12]、ISBN 978-4-04-868528-3

漫画
- ももしろ（原作）・兄崎ゆな（作画）『S彼氏上々』双葉社〈ジュールコミックスコミック魔法のiらんど〉全7巻
  1. 2008年10月21日発売、ISBN 978-4-575-33373-2[13]
  2. 2009年3月21日発売、ISBN 978-4-575-33383-1[14]
  3. 2009年7月21日発売、ISBN 978-4-575-33391-6[15]
  4. 2009年11月21日発売、ISBN 978-4-575-33400-5[16]
  5. 2010年4月21日発売、ISBN 978-4-575-33417-3[17]
  6. 2010年8月21日発売、ISBN 978-4-575-33427-2[18]
  7. 2011年3月19日発売、ISBN 978-4-575-33447-0[19]